# La Movida Madrileña
La Movida Madrileña egy ellenkulturális mozgalom volt, amely főleg Madridban volt jelen Spanyolország demokratikus átmenete alatt, ami Francisco Franco halálával kezdődött 1975-ben.
A "movida" ugyan eredetileg Madridban jelent meg, de az országban Barcelona, Bilbao, Valencia, Vigo és Torremolinos is fontos fellegvárai váltak a mozgalomnak.

## Eredete
Franco halálát követő években Madridban egyre népszerűbbé vált a punk zene, amire az Egyesült Királyságban meglevő punk rock együttesek voltak hatással.
Ezzel egyidőben olyan szintipop együttesek jelent meg mint a Tos és az Aviador Dro. Ezt az ellenkultúrát az akkori spanyol kormány nem nézte jó szemmel. Emiatt esti kijárási tilalmat hirdettek a nőkre, a homoszexuálisokat még büntették és a mozgalom képviselőit unortodox kinézetűk miatt arra hivatkozva tartoztatták le hogy "veszélyesek a társadalmi rendre".
Az 1980. február 9.-én a Madrid Műszaki Egyetemen megtartott Concierto homenaje a Canito (Koncert Canito emlékére) nevű nagy punk koncert hatalmas népszerűséget hozott a mozgalomnak. Habár Francoista elemek még akadályozták, hogy a város légköre szabadabbá váljon, Enrique Tierno Galván polgármestersége alatt a kormány sokkal nyitottabban kezdett hozzáállni a mozgalomhoz. Olyan művészek látogatták ekkoriban gyakran Madridban, mint a Ramones vagy Andy Warhol.
Egyesek úgy értékelik a mozgalmat, hogy a diktatúra évtizedei után egy felszabadult, alkotó légkör született meg és az önkifejezés olyan módja, amire a Franco-korszak alatt nem volt lehetőség.

## Jellemzői
A mozgalom énekeseik külső megjelenését a punk és a szintipop zenék befolyásolták illetve a dadaizmus és a futurizmus is. Az eredetileg szubkultúra aztán megjelent a város hétköznapi öltözködésében, később a zenében, filmművészetben, fényképészetben, rajzfilmekben és a murális művészetben is. Jellemzői a rikító színek, szokatlan, nem konvencionális öltözködés és a mindkét nemre jellemző erős smink használata.
A mozgalom elfogadó volt és felkarolta az LMBTQ közösséget. Számos LMBTQ művész sikeres volt a mozgalomban.

## Hatása a művészetre

### Zene
A zenében a punk, a német új hullám és a pop hatása volt jellemző.  A movida zenéi ismertté tételében fontos szerepet játszott a Radio España rádióállomás is.  Emellett számos független lemezkiadó jelent meg, akik hajlandóak voltak olyan énekesek dalait is megjelentetni, amiket a nagy kiadók nem vállaltak. Olyan népszerű zenekarok voltak ekkoriban mint a Radio Futura, Alaska y Dinamara,Alaska y los Pegamoides, Loquillo y los Trogloditas, Parálisis Permanente, Derribos Arias, Glutamato Ye-ye, Ciudad Jardín, Alphaville, Polanski y el Ardor, La Mode, Las Chinas, Rubi y los Casinos, Gabinete Caligari, Los Coyotes és a Farenheit 451.
A zenei stílusban még megtalálható volt a  glam rock, punk, Post punk, Deathrock gótico, új hullám és techno. Alapvetően nem lehet a movida zenei stílusát egyértelműen meghatározni, mert a movidában a zenei stílusok, szubkultúrák széles választéka keveredett egymással.

### Film és televízió
A mozgalom oszlopos tagja Pedro Almodóvar a filmművészetben. Olyan filmjei készültek ekkoriban mint a Pepi, Luci, Bom és más lányok a tömegből, Szenvedélyek labirintusa, Áldott mélységek valamint a Mit vétettem, hogy ezt érdemlem? filmek. Almodovar filmjeinek központi témái között szerepelt a homoszexualitás, a nők és a végzetes érzelmek.